# Santo Tomé (Hiszpania)
Santo Tomé – gmina w Hiszpanii, w prowincji Jaén, w Andaluzji, o powierzchni 73,48 km². W 2011 roku gmina liczyła 2635 mieszkańców.